# Вацлав III Олавский
Вацлав III Олавский (пол. Wacław III Oławski; 1400 — 14 января/28 мая 1423) — князь Олавский (1419/1420–1423).

## Биография
Представитель легницкой линии Силезских Пястов. Второй сын князя Любинского Генриха IX (около 1369 — 9 января 1419/5 апреля 1420) от брака с Анной Цешинской (? — между 1403 и 1420), дочерью князя Цешинского Пшемыслава I Носака.
После смерти отца в 1419/20 году Вацлав вместе с младшим братом Людвиком III унаследовали Олаву и Немчe, а их старший брат Руперт II получил Любин. В том же году они принесли оммаж королю Чехии  Сигизмунду.
В 1420 году три брата заключили договор о взаимном наследовании со своим дядей, князем Людвиком II Легницким. В 1424 году Людвик II Легницкий подтвердил этот договор со своими племянниками, князьями Рупертом Любинским и Людвиком Олавским. Вацлав в этом договоре участвовать не мог, так как он умер в 1423 году.
Вацлав III умер бездетным, и его брат Людвик III стал единоличным правителем в Олаве.